# Joaquim Salarich
Joaquim Salarich Baucells (Vic, 2 gennaio 1994) è uno sciatore alpino spagnolo.

## Biografia
Slalomista puro attivo dal novembre del 2009, Salarich ha esordito in Coppa Europa il 4 marzo 2013 a La Molina, senza completare la prova, ai Campionati mondiali a Vail/Beaver Creek 2015 (30º) e in Coppa del Mondo il 22 dicembre 2015 a Madonna di Campiglio, senza completare la prova. Ai Mondiali di Sankt Moritz 2017 si è classificato 25º; l'anno dopo ai XXIII Giochi olimpici invernali di Pyeongchang 2018, sua prima presenza olimpica, non ha terminato la gara, così come ai Mondiali di Åre 2019 e di Cortina d'Ampezzo 2021. Il 20 gennaio 2022 ha conquistato a Vaujany il primo podio in Coppa Europa (3º) e ai successivi XXIV Giochi olimpici invernali di Pechino 2022 non ha completato la gara, così come ai Mondiali di Courchevel/Méribel 2023; l'11 marzo seguente ha conquistato a Levi la prima vittoria in Coppa Europa. Ai Mondiali di Saalbach-Hinterglemm 2025 si è piazzato 23º nella combinata a squadre e non ha completato lo slalom speciale.

## Palmarès

### Coppa del Mondo
- Miglior piazzamento in classifica generale: 54º nel 2022

### Coppa Europa
- Miglior piazzamento in classifica generale: 15º nel 2023
- 7 podi:
  - 2 vittorie
  - 2 secondi posti
  - 3 terzi posti

#### Coppa Europa - vittorie
| Data          | Località | Paese     | Specialità |
| ------------- | -------- | --------- | ---------- |
| 11 marzo 2023 | Levi     | Finlandia | SL         |
| 14 marzo 2023 | Narvik   | Norvegia  | SL         |

Legenda:

SL = slalom speciale

### South American Cup
- Miglior piazzamento in classifica generale: 16º nel 2020
- 3 podi:
  - 2 vittorie
  - 1 terzo posto

#### South American Cup - vittorie
| Data              | Località     | Paese     | Specialità |
| ----------------- | ------------ | --------- | ---------- |
| 15 settembre 2022 | Cerro Castor | Argentina | SL         |
| 14 agosto 2025    | Cerro Castor | Argentina | SL         |

Legenda:

SL = slalom speciale

### Far East Cup
- Miglior piazzamento in classifica generale: 32º nel 2018
- 2 podi:
  - 1 vittoria
  - 1 terzo posto

#### Far East Cup - vittorie
| Data            | Località     | Paese         | Specialità |
| --------------- | ------------ | ------------- | ---------- |
| 10 gennaio 2018 | High1 Resort | Corea del Sud | SL         |

Legenda:

SL = slalom speciale

### Australia New Zealand Cup
- Miglior piazzamento in classifica generale: 51º nel 2014

### Campionati spagnoli
- 9 medaglie:
  - 8 ori (slalom speciale nel 2013; slalom speciale nel 2015; slalom speciale nel 2017; slalom speciale nel 2014; slalom speciale, combinata nel 2021; slalom speciale nel 2022; slalom speciale nel 2025)
  - 1 argento (slalom speciale nel 2011)